# SCO UNIX
SCO UNIX (ou SCO OpenServer, ou ainda SCO Open Desktop) é uma versão de sistema operacional Unix desenvolvido pela Santa Cruz Operation (SCO) e mantido pelo grupo SCO.

## História
SCO UNIX foi o sucessor do sistema SCO Xenix, derivado do Unix System V da AT&T com uma inclusão de drivers (interfaces) e utilitários do Xenix, tendo sido liberado para o público em geral em 1989. A base do sistema operacional não incluía as interfaces para rede TCP/IP ou o sistema gráfico X Window (versão da interface GUI para Unix).
Ao mesmo tempo, a AT&T completou sua integração com o Xenix, BSD, SunOS e Unix System V (versão 4). As versões de 1992 do SCO UNIX 3.2 versão 4.0 e Open Desktop 2.0 adicionou suporte para nomes de arquivos extensos e ligações simbólicas. A versão 5.0.0 adicionou o suporte a executáveis ELF e com ligações dinamicamente compartilhados com objetos, e feitos em estruturas dinâmicas para o núcleo.
SCO comprou o sistema UnixWare baseado no código do sistema para redes Novell de 1995.

## OpenServer 6.0
Em 22 de junho de 2005 o Grupo SCO fez o pré-lançamento da versão OpenServer 6.0 sob o código "Legend", que foi o resultado de um investimento de milhões de dólares. O OpenServer 6 SCO é baseado no System V versão 5 do núcleo do UNIX e nas aplicações com características de multi-threading (linha) para linguagem C, C++, e Java aplicações através da interface POSIX. As características do núcleo do OpenServer 6 threading (não achadas na versão 5.0.x), e composto por inúmeras aplicações de software livre, incluindo Apache, Samba, MySQL, OpenSSH, Mozilla Firefox e KDE. Alguns dos melhoramentos em relação a versão anterior (OpenServer 5) incluem melhorias no suporte SMP, suporte para arquivos com acima de um tera byte por partição, um sistema de arquivos com melhor desempenho e suporte para memória superior a 64GB. OpenServer 6.0 mantém a compatibilidade para desenvolvimento de aplicações Xenix 286.